# Johann Heinrich Ziegler (Chemiker, 1857)
Johann Heinrich Ziegler (* 6. Dezember 1857 in Winterthur; † 30. Januar 1936 in Zürich) war ein Schweizer Farbstoffchemiker und Naturphilosoph.

## Leben
Johann Heinrich Ziegler wurde als Sohn des Fabrikanten Emil Ziegler geboren. Er studierte Chemie und wurde 1883 in Erlangen mit der Dissertation Ueber Derivate des Beta-Naphthylamins bei dem späteren Nobelpreisträger Emil Fischer promoviert.
Ziegler entwickelte 1884 in den Laboratorien der Bindschedler’schen Fabrik für chemische Industrie in Basel (CIBA) den gelben Azofarbstoff Tartrazin. Dieser wurde in Deutschland 1885 von der BASF patentiert (D.R.P 34294) und produziert. Das Verfahren wurde erstmals 1887 in den Berichten der Deutschen Chemischen Gesellschaft vorgestellt. Obwohl sich die von Ziegler vorgeschlagene Struktur nicht bestätigte, konnte er ausgehend von der Überlegung, dass ein Hydrazon die tautomere Form einer Azoverbindung ist (Azo-Hydrazo-Tautomerie), eine alternative Synthese von Tartrazin entwickeln. Dieses Herstellverfahren wurde 1893 patentiert (Britisches Patent 5693).
Tartrazin wurde zunächst als lichtechter Wollfarbstoff und später als Lebensmittelfarbstoff verwendet.
Ziegler arbeitete einige Jahre als Farbenchemiker in Basel und betrieb eine Firma in Höngg, bevor er sich um die Jahrhundertwende als Privatwissenschaftler mit der Suche nach einer Weltformel beschäftigte.
1901 stellte Ziegler erstmals seine sogenannte Urlichtlehre vor, die auf der konstanten Geschwindigkeit des immateriellen Urlichts im ätherlosen Raum basiert. Aus dieser Theorie entwickelte er eine in seinen Augen universelle Weltformel, mit der er meinte, die Beziehung von Licht und Materie, Farbe und chemischer Konstitution gelöst zu haben. Dies wurde jedoch von der Wissenschaft nicht anerkannt. Ziegler erhob sowohl Plagiatsvorwürfe gegenüber Albert Einsteins Relativitätstheorie, die er später heftig bekämpfte, als auch gegenüber der Farbentheorie des Chemikers und Nobelpreisträgers Wilhelm Ostwald.
Ziegler war seit 1921 Mitglied der Naturforschenden Gesellschaft in Zürich.

## Publikationen
- Die wahre Einheit von Religion und Wissenschaft, 1. Auflage, Orell Füssli, Zürich 1905,192 + 4 Seiten, darin 4 Aufsätze:
  - Über den eigentlichen Begriff der Natur
  - Über das wahre Wesen der sog. Schwerkraft
  - Über das wahre System der chemischen Elemente
  - Über den Sonnengott von Sippar
- Die wahre Ursache der hellen Lichtstrahlung des Radiums. 2. Auflage, Orell Füssli, Zürich 1905, 54 Seiten, OCLC 72399323.
- Das Ding an sich und das Ende der sogenannten Relativitätstheorie. Weltformel-Verlag, Zürich 1923, 32 Seiten, OCLC 249974059.